# 密钥流
在密码学中，密钥流（英語：keystream）是一個包含了隨機或偽隨機字元的字串流，用以与明文数据流结合，來產生加密訊息（密文）。

## 概述
要得到密钥流，通常可以通过随机或伪随机过程制造一串数据流（单位位，或字节）。密钥流用于一次性密码本和大多数流加密算法。